# Partit Socialista (Islàndia)
El Partit Socialista o bé Partit d'Unitat Popular-Partit Socialista (islandès Sameiningarflokkur alþýðu – Sósíalistaflokkurinn) fou un partit polític d'Islàndia, actiu entre 1938 i 1956, quan el seu rol fou substituït per Aliança Popular.
Es va formar el 1938 de la unió del Partit Comunista d'Islàndia amb una escissió del Partit Socialdemòcrata, dins la línia de formació de fronts populars que seguia la Comintern en els anys 1930. Va mantenir bones relacions amb el Partit Comunista de la Unió Soviètica i el 1939 fou confirmat com a secretari general Einar Olgeirsson, després que el seu predecessor protestés contra la intervenció soviètica en la Guerra d'Hivern. Va donar suport a la independència d'Islàndia el 1944 i a les eleccions legislatives islandeses de 1946 va obtenir 10 escons. Això li va permetre participar en la primera coalició de govern independent d'Islàndia, que va abandonar com a protesta per la cessió als Estats Units de la base militar de Keflavík.
El 1956 participà en la formació Aliança Popular liderada per Hannibal Valdimarsson. Quan aquesta es convertí en partit polític el 1968, s'hi va integrar.

## Resultats electorals
| Any       | Líder            | Vots   | %    | Escons  | +/- |
| --------- | ---------------- | ------ | ---- | ------- | --- |
| 1942 (I)  | Einar Olgeirsson | 9,423  | 16,2 | 6 / 49  | Nou |
| 1942 (II) | Einar Olgeirsson | 11,059 | 18,5 | 10 / 52 | 4   |
| 1946      | Einar Olgeirsson | 13,049 | 19,5 | 10 / 52 | =   |
| 1949      | Einar Olgeirsson | 14,077 | 19,5 | 9 / 52  | 1   |
| 1953      | Einar Olgeirsson | 12,422 | 16,1 | 7 / 52  | 2   |

## Secretaris generals
- Héðinn Valdimarsson, 1938-1939
- Einar Olgeirsson, 1939-1968